# Iva Mihalić
Iva Mihalić (Zagreb, 13. travnja 1985.) je hrvatska kazališna, televizijska i filmska glumica.

## Filmografija

### Televizijske uloge
- "U dobru i zlu" kao Ivana Oreb (2024. – danas)
- "Kumovi" kao Bella/Nediljka (2023.)
- "Mrkomir Prvi" kao Kata (2021.)
- Отдел Издирване, Otdel Izdirvane kao Tania/Nera Pavlovici (2021.)
- "Uspjeh" kao Vinka (2018.)
- "Prava žena" kao Aleksandra Bogdan (2016. – 2017.)
- "Vatre ivanjske" kao Tamara Lovrec (2014. – 2015.)
- "Nedjeljom ujutro, subotom navečer" kao Tina (2012.)
- "Bitange i princeze" kao Lana/Vitomira Kukoč (2008. – 2009.)
- "Luda kuća" kao studentica #2 (2008.)
- "Cimmer fraj" kao djevojka (2006.)

### Filmske uloge
- "Transmania" (2016.)
- "Zbog tebe" kao Iva (2016.)
- "Vjetar puše kako hoće" kao Ana (2014.)
- "Svi uvjeti za priču" (2012.)
- "Zagorski specijaliteti" kao Marija (2012.)
- "Ćaća" kao sestra (2011.)
- "Neka ostane među nama" kao Divna (2010.)
- "The Show Must Go On" kao Natali (2010.)
- "Kradljivac uspomena" (2007.)

### Sinkronizacija
- "Lego Batman Film" kao Batgirl (2017.)
- "Ledeno doba: Veliki udar" kao Brooke (2016.)
- "Zvončica i čudovište iz Nigdjezemske" kao Niks (2015.)
- "Ekipa za 6" kao GoGo Tomago (2014.)

## Nagrade
- Nagrada hrvatskog glumišta za izuzetno ostvarenje mladih umjetnika do 28 godina za ulogu Helene Vasiljevne Kuragine u predstavi Rat i mir Lava Nikolajeviča Tolstoja u režiji Tomaža Pandura i izvedbi Hrvatskog narodnog kazališta u Zagrebu, 2012.

## Vanjske poveznice
- Iva Mihalić u internetskoj bazi filmova IMDb-u (engl.)
- Stranica na Mala-scena.hr  Arhivirana inačica izvorne stranice od 24. svibnja 2013. (Wayback Machine)